# Ilya Kukharchuk
Ilya Vladimirovich Kukharchuk (tiếng Nga: Илья́ Влади́мирович Кухарчу́к; sinh ngày 2 tháng 8 năm 1990) là một cầu thủ bóng đá người Nga. Anh thi đấu cho F.K. Tom Tomsk.

## Sự nghiệp câu lạc bộ
Kukharchuk ra mắt chuyên nghiệp cho F.K. Rubin Kazan vào ngày 15 tháng 7 năm 2009 trong trận đấu tại Cúp quốc gia Nga trước F.K. Volga Tver.

## Đời sống cá nhân
Anh là anh trai của Dmitri Kukharchuk.